# Орион (телеканал)
«Орио́н» — бывший самарский телеканал, основанный 14 марта 1990 года. Являлся одним из первых независимых негосударственных телеканалов. С 1 июля 2006 года телеканал закрыт, частота вещания продана московской холдинговой компании «СТС Медиа».

## История
Орион начал свою деятельность с крупнейшей в Самаре кабельной сети. Студия, где изготавливались, и откуда транслировались программы находилась на крыше дома на улице Ташкентской, где позже расположился офис компании. В первое время полуподпольно транслировались запрещённые фильмы иностранного производства и другие программы, за счёт чего канал получил широкую известность и признание зрителей. Вскоре началось эфирное вещание на 11-м канале, сетка вещания расширилась, были получены все необходимые лицензии, и телеканал получил основу для дальнейшего развития.
В 1993 году вышла собственная газета «Орион», сам же телеканал приобрел первое профессиональное оборудование. В 1996 году после покупки канала группой «СОК» началось строительство собственного двухсотметрового телецентра, а через год вышли первые эфиры уже на цифровом оборудовании. В 1999 году основана радиостанция «Созвездие Орион», которая через год стала партнёром сетевой радиостанции «Наше радио».
Планировалась установка ретрансляторов по области.
После ухода группы «СОК» из медиабизнеса по неясным причинам, канал был целиком куплен холдинговой компанией «СТС Медиа», была разработана концепция 1 часа собственного вещания. Но воплощена она не была, и 1 июля 2006 года на его частоте стал ретранслироваться без вставок канал «Домашний» — то есть вещание канала «Орион» фактически прекращено, а логотип простоял вплоть до 2009 года. Одноимённая городская газета «Орион» (в 2006 году это был уже журнал-телегид формата А5 с глянцевой обложкой) вскоре также была закрыта.

## Программы, выходившие на канале
| Название программы                  | Описание |
| ----------------------------------- | --- |
| Время Новостей                      | Полноценная информационная программа о жизни города и области. Первый выход в эфир состоялся 14 января 2002 года Представляла собой ежедневную оперативно подготовленную широким штатом собственных корреспондентов сводку новостей. Освещала новости экономики, политики, социальные, бытовые, скандальные, криминальные, культурные и спортивные события. Корреспонденты и ведущие перешли на другие самарские каналы — «ГИС», «ГТРК Самара», «РИО», «Терра», «СКАТ», а также в печатные издания. |
| Прямой эфир с…                      | Компетентные гости программы в прямом эфире рассказывали обо всех тонкостях и деталях социальной, культурной, экономической, политической жизни города и Самарской губернии. |
| Тотальный футбол (ранее «Вне игры») | Спортивная программа для болельщика самарской футбольной команды «Крылья Советов». Участвовали авторитетные специалисты, интересные гости, учитывались мнения болельщиков, проводился конкурс. Программа переехала на телевизионный канал «Терра». |
| Без грима                           | Информационно-публицистическая программа. Выходила в эфир еженедельно, по воскресеньям. Первоочередная цель программы — помочь зрителю составить объективную картину актуальных политических событий. Авторы старались показать жизнь губернии со всех сторон, представляли зрителю своё видение происходящих событий. Ведущий — Олег Дрожджа. Архивные выпуски транслируются каналом «ГИС» |
| Детское время                       | Выходила в эфир еженедельно, по субботам и воскресеньям в 8:30. |
| Мир увлечений                       | Предмет программы — различные виды увлечений, соревнования по техническим видам спорта, новые породы собак, кошек, лошадей и другой домашней живности, их владельцы, рыцарские игры, дайвинг на Волге. Программа переехала на канал ГИС. |
| Тележурнал Альянс                   | Деловая программа, освещавшая актуальные проблемы и яркие события делового мира Самары. Выходила еженедельно, по воскресеньям. |
| Самара: инструкция по применению    | Ценные советы о городе как для его гостей, так и для его постоянных жителей. |
| Кинозал                             | Канал самостоятельно закупал для показа на выходных отборный кинопродукт мирового уровня. |
| Экспо-новости                       | Программа создавалась при поддержке выставочных центров «Экспо-Волга» и «Экспо-Дом». Посвящена достижениям промышленности. |
| Медицина для всех                   | |
| Угадай-ка                           | |
| Реформация                          | Региональный чарт, творчество самарских рок-групп |
| Радиоракурс                         | Проект «Наше радио» в Самаре и киноклуба «Ракурс» |

## Факты
- Собственный телепередающий центр — башня высотой в 201 метр «ПРТЦ Орион», начал строиться в 1996 году, был построен и полноценно сдан в эксплуатацию в 2001 году в районе «Сорокиных хуторов» в районе границы Красноглинского и Кировского районов Самары. Занимает площадь 4 гектара. Конструкция  спроектирована московским институтом (ЦНИИ ПСК имени Мельникова). Разработчик проекта Борис Остроумов воплотил в реальность новейшие технологии при строительстве телебашни.
- Сетевой партнёр — ТНТ, с 1 июля 2006 года — «Домашний» (прекращение собственного вещания).
- ТРК «Орион» в 2004 году был признан лучшей региональной телекомпанией в сети ТНТ, за что вручена премия «Золотой кирпич», и почётный диплом в номинации «За лучший маркетинг».

## Сотрудники компании

### Ключевые лица
- Президент телекомпании — Куницын Дмитрий Евгеньевич
- Генеральный директор — Аитов Вадим Иванович
- технический директор - Носков Олег.   Куницын и Аитов были соседями по комнате в общежитии аэрокосмического университета. эти трое стояли у истоков компании.

Телеканал «Орион ТВ»

генеральный продюсер - Константин Кисилев.
Главный редактор - Константин Суев, Юрий Любимов.
Ведущие и корреспонденты: Алексей Прокин (ныне собкор НТВ), Елена Калюжная, Мария Арковенко, Вадим Сердюк, Татьяна Супонева, Влад Бойко.
Радио «Созвездие Орион»
собственное вещание: Сергей Коротаев, Сергей Карташов, Сергей Чалов.
после перехода на «Наше радио», коллектив сменился.
Ведущие: Елена Гаврилова, Демиан Моргачев, Алексей Коженов, Евгений Удалов
Газета «Орион»
Главный редактор: Дмитрий Яранцев  (до 2004 года)
Главный редактор: Александр Егоров (с 2004 до 2006)